# Historiografia da África
Os primeiros trabalhos sobre a história da África são tão antigos quanto o início da história escrita. Os historiadores do velho mundo mediterrânico e os da civilização islâmica medieval tomaram como quadro de referência o conjunto do mundo conhecido, que compreendia uma considerável porção da África. A África ao norte do Saara era parte integrante dessas duas civilizações e seu passado constituía um dos centros de interesse dos historiadores, do mesmo modo que o passado da Europa meridional ou o do Oriente Próximo. A história do norte da África continuou a ser parte essencial dos estudos históricos até a expansão do Império Otomano, no século XVI.
Após a expedição de Napoleão Bonaparte ao Egito em 1798, o norte da África tornou -se novamente um campo de estudos que os historiadores não podiam negligenciar. Com a expansão do poder colonial europeu nessa parte da África – após a conquista de Argel pelos franceses em 1830 e a ocupação do Egito pelos britânicos em 1882 – um ponto de vista europeu colonialista passou a dominar os trabalhos sobre a história da porção norte da África. No entanto, a partir de 1930, o movimento modernizador no Islã, o desenvolvimento da instrução de estilo europeu nas colônias da África do Norte e o nascimento dos movimentos nacionalistas norte-africanos começaram a combinar-se para dar origem a escolas autóctones de história que produziam obras não apenas em árabe, mas também em francês e inglês, restabelecendo assim o equilíbrio nos estudos históricos dessa região do continente.